# Le Trop Petit Prince

Le Trop Petit Prince est un court métrage d'animation français de 7 min 30 dont la scénariste, réalisatrice et la conceptrice graphique est Zoïa Trofimova. Le film, sorti en 2003, est produit par le studio Folimage.

## Distinctions
- Prix du Jury International, et Crystal Bear (prix du jury enfant) au Festival de Berlin, 2003
- Grand Prix, Festival Cinanima, Portugal, 2002
- Certificate of Excellence, Festival de Chicago, 2003
- Prix UNICEF, Festival de Bratislava, Slovaquie, 2003
- Prix du meilleur court métrage, Mexico, 2004
- Mention Spéciale, Castelli Animati, Rome